# Johann Karl August Musäus
Johann Karl August Musäus, född den 29 mars 1735 i Jena, död den 28 oktober 1787 i Weimar, var en tysk författare.
Musäus blev 1763 pagehovmästare och 1769 lärare vid gymnasiet i Weimar. Godmodig satiriker och vän av upplysningsrationalismen, vann Musäus ett namn genom den komiska romanen Grandison der zweite (1760-62; omarbetad 1781-82: "Der deutsche Grandison"), riktad emot svärmeriet för Richardsons moraliskt känslosamma romaner, och bekämpade på samma sätt Lavater i Physiognomische Reisen (1778-79). Musäus bästa arbete, Volksmärchen der Deutschen (5 band, 1782-87; flera upplagor), utgörs av folksagor berättade i en av Wielands romaner påverkad, halvsatirisk stil. Musäus "Nachgelassene Schriften" utgavs 1791 av August von Kotzebue.
Asteroiden 10749 Musäus är uppkallad efter honom.